# Acciaroli
Acciaroli olasz falu Salerno tartományban, a Campania régióban.

## Földrajz
Acciaroli egy kikötő a Cilento partvidékén a Tirrén-tengernél. A vidék legnagyobb települése, amelyet méretben a Pioppi falu követ, ami hat kilométerre található Pollicától, 20 km-re kilométerre Santa Maria di Castellabate-tól, 17 km-re Veliától, 30 km-re Agropolitól és 70 km-re Salernótól.

## Idegenforgalom
A városka a „Cilento és Vallo di Diano Nemzeti Park" része, melynek természetes környezetét a mediterrán régióra jellemző „maquis cserjések" alkotják.
Jelentős turisztikai célállomás, különösen nyáron, mert hírnévre tett szert a víz jó minőségének köszönhetően. Elnyerte a „Kék zászlós strand” címet és a Legambiente olasz környezetvédő egyesület „Öt vitorla” címét éveken keresztül.

## Kultúra
A második világháború után Ernest Hemingway Acciarolit választotta állandó szálláshelyésül olaszországi utazásai során.

### Konyhaművészet
Acciaroliban és környékén a rozmaring igen csípős fajtáját termesztik, amit rendszeresen fogyasztanak a helyiek. Állítólag tízszer erősebb az illata, mint az átlagos rozmaringnak. A rozmaring fogyasztása, valamint a helyi étrendben rendszeresen fogyasztott különféle összetevők számottevő, a jó egészséghez hozzájáruló előnyei miatt, állítólag ez nagy részben hozzájárult ahhoz, hogy a térségben a szokásosnál több százéves él.

### Százévesek
2016-ban a tudósok tanulmányozták a várost, mert szokatlanul sok százéves él ott, mintegy 300-an, és ezek 20 százaléka már a 110. életévét is betöltötte. Ez a hosszú élettartam annak ellenére van jelen, hogy Acciaroliban sok idős ember dohányzik vagy túlsúlyos.
Acciaroli százéveseiről az is köztudott, hogy nagyon alacsony köreikben a szívbetegségek és az Alzheimer-kór aránya.

## Fordítás
Ez a szócikk részben vagy egészben  az   Acciaroli című angol Wikipédia-szócikk ezen változatának fordításán alapul.  Az eredeti cikk szerkesztőit annak laptörténete sorolja fel. Ez a jelzés csupán a megfogalmazás eredetét és a szerzői jogokat jelzi, nem szolgál a cikkben szereplő információk forrásmegjelöléseként.